# Новополтава
Новополта́ва (рос. Новополтава) — село у складі Ключівського району Алтайського краю, Росія. Адміністративний центр Новополтавської сільської ради.

## Населення
Населення — 836 осіб (2010; 947 у 2002).
Національний склад (станом на 2002 рік):
- росіяни — 91 %